# Mike Miller
Michael Lloyd Miller, detto Mike (Mitchell, 19 febbraio 1980), è un ex cestista e allenatore di pallacanestro statunitense, professionista nella NBA.

## Carriera
Nato da Tom e Sheryl, entrambi educatori, ha tre fratelli, Ryan, Jared e Chelsey, anch'essi giocatori di basket al college. Sposato con Jennifer, conosciuta all'università, ha due figli: Mason e Mavrick. Ha frequentato la University of Florida dal 1998 fino al 2000. Da sophomore ha condotto i Florida Gators alla finale NCAA, persa poi contro la Michigan State University. Ha messo a segno forse il tiro più drammatico del torneo di quell'anno nel primo round contro la Butler: i Gators erano sotto di un punto, quando nell'ultima azione della gara Miller andò verso il canestro e appoggiò il pallone a tempo quasi scaduto.

### NBA (2000-2017)

#### Orlando Magic (2000-2003)
La stessa estate venne preso con la quinta scelta assoluta nel draft NBA del 2000 dagli Orlando Magic. Miller ha poi vinto il prestigioso titolo di Rookie dell'anno nel 2001, anno in cui è stato inoltre l'unica matricola ad aver giocato tutte le 82 partite stagionali.

#### Memphis Grizzlies (2003-2008)
Durante la stagione 2002-03, viene ceduto dagli Orlando Magic ai Memphis Grizzlies. Con la franchigia del Tennessee ricevette il premio come miglior sesto uomo dell'anno per la stagione 2005-06. Ha realizzato in media 13,7 punti, 5,4 rimbalzi e 2,7 assist a partita con il 47% dal campo e il 41% dietro l'arco dei tre punti, giocando in media 30,6 minuti a partita.
A seguito della stagione 2006-07, è stato convocato nella nazionale USA durante l'estate 2007 per i Campionati Americani di Las Vegas, vincendo il titolo. Il 3 gennaio 2007 ha messo a bersaglio 9 triple nella vittoria sui Golden State Warriors, battendo il precedente record per i Grizzlies di Sam Mack (stabilito l'8 febbraio 1999) Nelle due gare precedenti Miller aveva realizzato 7 triple. Ciò fa di Miller il primo giocatore NBA a mandare a canestro almeno sette triple in tre gare consecutive dai tempi di George McCloud dei Dallas Mavericks nel 1996.

#### Minnesota Timberwolves (2008-2009)
Il 26 giugno 2008 è stato inserito nella trade che ha portato O.J. Mayo, Marko Jarić, Greg Buckner e Antoine Walker ai Memphis Grizzlies in cambio di Kevin Love, Brian Cardinal, Jason Collins e dello stesso Miller.

#### Washington Wizards (2009-2010)
Il 23 giugno 2009 Miller e Randy Foye sono stati ceduti via trade agli Washington Wizards in cambio di Oleksij Pečerov, Etan Thomas, Darius Songaila e una prima futura prima scelta al Draft. Con la franchigia della Capitale ha disputato 54 partite (50 da titolare) mettendo a segno 586 punti, tenendo così una media di 10,9 punti, 6,2 rimbalzi e 3,9 assist in 33,4 minuti a partita. Tiene di media il 48% da 3 punti e 50% di tiri dal campo.

#### Miami Heat (2010-2013)
Il 15 giugno 2010 firma con i Miami Heat entrando a far parte del roster più talentuoso della NBA, come conferma egli stesso con un messaggio su Twitter. La conferma ufficiale è stata data il giorno successivo, con un annuncio sul sito web degli Heat dove viene inoltre indicato che il numero che vestirà sarà il 13, lo stesso numerò che vestì con i Florida Gators. Il 22 giugno 2012 vince il suo primo campionato NBA, mettendo a referto in gara-5 delle finali 23 punti con 7 triple su 8 tentate contro gli Oklahoma City Thunder. L'anno successivo gli Heat riescono a vincere 27 gare di fila, diventando così la seconda franchigia con la serie positiva più lunga della storia. La franchigia di Miami arriva prima in Regular season (66-16), e ai NBA playoffs supera prima i Milwaukee Bucks (4-0), poi i Chicago Bulls orfani di Derrick Rose, e in finale di conference gli Indiana Pacers di Paul George e arriva alle finals contro i San Antonio Spurs. Miami e San Antonio danno il via ad una combattutissima serie che porta sino a gara-7 dove Miami bisserà il titolo battendo gli Spurs 95-88. Per Miller è il secondo anello NBA (consecutivo).

#### Ritorno ai Memphis Grizzlies (2013-2014)
Dopo essere stato tagliato dagli Heat il 17 luglio 2013, il 1º Agosto 2013 firma con i Memphis Grizzlies, facendo ritorno nella squadra nella quale ha disputato le sue migliori annate (tra cui quella in cui vinse il riconoscimento di miglior sesto uomo dell'anno).

#### Cleveland Cavaliers (2014-2015)
Il 15 luglio 2014 firma un contratto biennale a 5,5 milioni di dollari con i Cleveland Cavaliers, dove ritrova i suoi ex compagni LeBron James, James Jones (con loro due giocò nei 3 anni a Miami) e Kevin Love (con cui giocò nella stagione 2008-2009 a Minnesota). Arriva per la quarta volta in carriera alle NBA Finals, dove i Cavs perdono 4-2 la serie contro i Golden State Warriors.
Il 27 luglio 2015 viene ceduto insieme a Brendan Haywood e due seconde scelte a Draft futuri ai Portland Trail Blazers. Tuttavia viene tagliato (stessa sorte che toccherà anche a Haywood) via buyout dalla franchigia dell'Oregon il 29 Settembre 2015.

#### Denver Nuggets (2015-2017)
Il 1º ottobre, due giorni dopo essere stato tagliato dai Portland Trail Blazers, firma con i Denver Nuggets, per portare esperienza in un team composto da molti giocatori giovani. Alla fine della stagione (il 22 Luglio per l'esattezza), rifirma con i Nuggets.

## Statistiche
| † | Denota una stagione in cui ha vinto il titolo NBA. |

### College
| Anno      | Squadra        | PG | PT | MP   | TC%  | 3P%  | TL%  | RP  | AP  | PRP | SP  | PP   |
| --------- | -------------- | -- | -- | ---- | ---- | ---- | ---- | --- | --- | --- | --- | ---- |
| 1998-1999 | Florida Gators | 28 | 19 | 24,2 | 49,4 | 35,6 | 70,2 | 5,2 | 2,1 | 1,3 | 0,3 | 12,2 |
| 1999-2000 | Florida Gators | 37 | 37 | 28,6 | 47,6 | 33,8 | 72,9 | 6,6 | 2,5 | 1,2 | 0,4 | 14,1 |
| Carriera  | Carriera       | 65 | 56 | 26,7 | 48,3 | 34,5 | 71,8 | 6,0 | 2,3 | 1,2 | 0,3 | 13,3 |

### NBA

#### Regular season
| Anno       | Squadra             | PG    | PT  | MP   | TC%  | 3P%  | TL%   | RP  | AP  | PRP | SP  | PP   |
| ---------- | ------------------- | ----- | --- | ---- | ---- | ---- | ----- | --- | --- | --- | --- | ---- |
| 2000-2001  | Orlando Magic       | 82    | 62  | 29,1 | 43,6 | 40,7 | 71,1  | 4,0 | 1,7 | 0,6 | 0,2 | 11,9 |
| 2001-2002  | Orlando Magic       | 63    | 53  | 33,7 | 43,8 | 38,3 | 76,2  | 4,3 | 3,1 | 0,7 | 0,4 | 15,2 |
| 2002-2003  | Orlando Magic       | 49    | 39  | 37,3 | 41,8 | 34,0 | 84,7  | 5,8 | 2,8 | 0,7 | 0,3 | 16,4 |
| 2002-2003  | Memphis Grizzlies   | 16    | 13  | 22,5 | 51,0 | 50,0 | 80,6  | 3,4 | 1,9 | 0,4 | 0,3 | 12,8 |
| 2003-2004  | Memphis Grizzlies   | 65    | 65  | 27,2 | 43,8 | 37,2 | 72,3  | 3,3 | 3,6 | 0,9 | 0,2 | 11,1 |
| 2004-2005  | Memphis Grizzlies   | 76    | 51  | 30,0 | 50,5 | 43,3 | 72,0  | 3,9 | 2,9 | 0,7 | 0,3 | 13,4 |
| 2005-2006  | Memphis Grizzlies   | 74    | 9   | 30,6 | 46,6 | 40,7 | 80,0  | 5,4 | 2,7 | 0,7 | 0,4 | 13,7 |
| 2006-2007  | Memphis Grizzlies   | 70    | 69  | 39,1 | 46,0 | 40,6 | 79,3  | 5,4 | 4,3 | 0,8 | 0,3 | 18,5 |
| 2007-2008  | Memphis Grizzlies   | 70    | 70  | 35,3 | 50,2 | 43,2 | 77,4  | 6,7 | 3,4 | 0,5 | 0,2 | 16,4 |
| 2008-2009  | Minnesota T'wolves  | 73    | 47  | 32,3 | 48,2 | 37,8 | 73,2  | 6,6 | 4,5 | 0,4 | 0,4 | 9,9  |
| 2009-2010  | Wash. Wizards       | 54    | 50  | 33,4 | 50,1 | 48,0 | 82,4  | 6,2 | 3,9 | 0,7 | 0,2 | 10,9 |
| 2010-2011  | Miami Heat          | 41    | 2   | 20,4 | 40,1 | 36,4 | 67,6  | 4,5 | 1,2 | 0,5 | 0,0 | 5,6  |
| 2011-2012† | Miami Heat          | 39    | 2   | 19,3 | 43,5 | 45,3 | 40,0  | 3,3 | 1,1 | 0,4 | 0,2 | 6,1  |
| 2012-2013† | Miami Heat          | 59    | 17  | 15,3 | 43,3 | 41,7 | 72,7  | 2,7 | 1,7 | 0,4 | 0,1 | 4,8  |
| 2013-2014  | Memphis Grizzlies   | 82    | 4   | 20,8 | 48,1 | 45,9 | 82,1  | 2,5 | 1,6 | 0,3 | 0,1 | 7,1  |
| 2014-2015  | Cleveland Cavaliers | 52    | 15  | 13,5 | 32,5 | 32,7 | 75,0  | 1,8 | 0,9 | 0,3 | 0,1 | 2,1  |
| 2015-2016  | Denver Nuggets      | 47    | 2   | 7,9  | 35,5 | 36,5 | 0,0   | 1,1 | 0,9 | 0,3 | 0,1 | 1,3  |
| 2016-2017  | Denver Nuggets      | 20    | 0   | 7,6  | 39,1 | 40,0 | 100,0 | 2,0 | 1,1 | 0,1 | 0,0 | 1,4  |
| Carriera   | Carriera            | 1,032 | 570 | 26,9 | 45,9 | 40,7 | 76,9  | 4,2 | 2,6 | 0,6 | 0,2 | 10,6 |

#### Play-off
| Anno     | Squadra             | PG | PT | MP   | TC%  | 3P%  | TL%   | RP  | AP  | PRP | SP  | PP   |
| -------- | ------------------- | -- | -- | ---- | ---- | ---- | ----- | --- | --- | --- | --- | ---- |
| 2001     | Orlando Magic       | 4  | 4  | 28,0 | 39,6 | 38,9 | 75,0  | 4,5 | 1,8 | 0,0 | 0,8 | 12,0 |
| 2002     | Orlando Magic       | 4  | 1  | 18,0 | 33,3 | 12,5 | 100,0 | 1,3 | 1,3 | 1,0 | 0,0 | 4,8  |
| 2004     | Memphis Grizzlies   | 4  | 4  | 24,5 | 35,3 | 38,5 | 33,3  | 3,0 | 0,8 | 1,3 | 0,0 | 7,5  |
| 2005     | Memphis Grizzlies   | 4  | 4  | 27,5 | 48,6 | 47,1 | 100,0 | 2,5 | 2,8 | 0,0 | 0,8 | 12,0 |
| 2006     | Memphis Grizzlies   | 4  | 1  | 26,8 | 40,0 | 12,5 | 100,0 | 3,8 | 1,8 | 0,5 | 0,5 | 8,5  |
| 2011     | Miami Heat          | 18 | 0  | 11,9 | 34,0 | 29,7 | 0,0   | 2,7 | 0,7 | 0,4 | 0,1 | 2,6  |
| 2012†    | Miami Heat          | 23 | 0  | 16,0 | 40,4 | 41,3 | 81,8  | 2,5 | 0,7 | 0,4 | 0,1 | 5,2  |
| 2013†    | Miami Heat          | 17 | 5  | 13,6 | 46,7 | 44,4 | 0,0   | 1,9 | 0,9 | 0,5 | 0,1 | 3,4  |
| 2014     | Memphis Grizzlies   | 7  | 1  | 24,7 | 35,7 | 48,3 | 77,8  | 3,7 | 1,3 | 0,9 | 0,0 | 7,3  |
| 2015     | Cleveland Cavaliers | 9  | 1  | 7,2  | 60,0 | 60,0 | 0,0   | 1,1 | 0,0 | 0,1 | 0,1 | 1,0  |
| Carriera | Carriera            | 94 | 21 | 16,5 | 39,9 | 39,4 | 84,1  | 2,5 | 0,9 | 0,4 | 0,1 | 4,9  |

#### Massimi in carriera
- Massimo di punti: 45 vs Golden State Warriors (21 febbraio 2007)[15]
- Massimo di rimbalzi: 19 vs Miami Heat (24 novembre 2002)
- Massimo di assist: 14 (2 volte)
- Massimo di palle rubate: 4 (3 volte)
- Massimo di stoppate: 3 (2 volte)
- Massimo di tiri da tre: 9 (2 volte)
- Massimo di tiri liberi: 12 vs Miami Heat (ì6 gennaio 2008)

## Curiosità
Nelle squadre in cui era disponibile ha sempre vestito il numero 33, in onore di Larry Bird. Oltre al basket, i suoi hobby preferiti sono il football americano, la boxe, la pesca e il golf.

## Palmarès
- Campionato NBA: 2

Miami Heat: 2012, 2013
- Matricola dell'anno: 2001
- Sesto uomo dell'anno: 2006
- NBA All-Rookie First Team (2001)
- McDonald's All-American Game (1998)